# Мик Роджерс (музыкант)
Мик Ро́джерс (англ. Mick Rogers; настоящее имя Майкл О́лдройд, англ. Michael Oldroyd; 20 сентября 1946, Доверкорт, Эссекс, Англия, Великобритания) — британский гитарист, певец и автор песен, в основном известный как участник Manfred Mann’s Earth Band в 1971—1975 годах и с 1983 года до настоящего времени.
Его отец был барабанщиком, а его дядя — контрабасистом. В юности Роджерс увлёкся рок-н-роллом 1950-х. Впервые он стал работать музыкантом во время летнего сезона в лагере отдыха. Позднее Мик стал участником австралийской группы Normie Rowe and The Playboys. Затем  уже в Британии он играл в группе Procession Майка Хагга. Procession переехали в Австралию, где записали первый концертный альбом.
В начале 1970-х годов Мик вернулся в Англию, где присоединился к новой группе, созданной Манфредом Манном, — Manfred Mann’s Earth Band. С этой группой он записал шесть альбомов и один крупный хит — «Joybringer».
Мик покинул группу после записи альбома Nightingales and Bombers в 1975 году. Сначала он вернулся в Австралию, чтобы работать, а затем снова вернулся в Великобританию, где он создал группу Aviator, куда вошли Клайв Банкер, Джек Ланкастер и Джон Перри. Группа выпустила два альбома, но успеха не имела и вскоре распалась.
В период его отсутствия Manfred Mann’s Earth Band сотрудничали со следующими исполнителями: Майк Хагг, Дэйв Гринслейд, Саймон Филлипс, Тони Ривз, Colosseum II, Джек Ланкастер, Dave Kelly Band (в качестве замены для Тома Макгиннесса) и Джоан Арматрейдинг.
Впрочем, всё это время Роджерс не терял контакт с Манфредом Манном, что обусловило его возвращение в группу.

## Дискография

### Procession
- 1968: Live at Sebastian’s[1]
- 1968: Procession[1]

### Manfred Mann’s Earth Band
- 1972: Manfred Mann’s Earth Band[2]
- 1972: Glorified Magnified[3]
- 1973: Messin’[4]
- 1973: Solar Fire[5]
- 1974: The Good Earth[6]
- 1975: Nightingales & Bombers[7]
- 1980: Chance
- 1986: Criminal Tango[8]
- 1987: Masque Songs and Planets'[9]
- 1996: Soft Vengeance[10]
- 1998: Mann Alive[11]
- 2004: Manfred Mann ’06 with Manfred Mann’s Earth Band • 2006[12]

### Aviator
- 1979: Aviator[13][14]
- 1980: Turbulence[15][16]

### Сольные альбомы
- 2002: Back to Earth[1]
- 2003: Father of Day[1][17]
- 2013: Sharabang